# Angolanische Basketballnationalmannschaft
Die angolanische Basketballnationalmannschaft der Herren vertritt Angola bei Basketball-Länderspielen. Sie ist mit elf Titelgewinnen, die sie allesamt seit 1989 errang, der erfolgreichste Teilnehmer an Afrikameisterschaften, wodurch sie auch ein regelmäßiger Teilnehmer an Weltmeisterschaften und Olympischen Spielen ist. Internationale Aufmerksamkeit wurde ihr vor allem bei den Olympischen Spielen 1992 zuteil, als sie Auftaktgegner des ersten US-amerikanischen Dream Teams war. Bei den Weltmeisterschaften 2002, 2006 und 2010 überstand sie jeweils die Vorrunde.
Ein Großteil der Spieler rekrutiert sich aus der heimischen Liga. Auch in Europa (meist in Angolas ehemaliger Kolonialmacht Portugal) aktiv waren Jean-Jacques Conceição, David Dias, Aníbal Moreira, Gerson Monteiro sowie der ehemalige Bundesliga-Spieler Joaquim Gomes.

## Abschneiden bei internationalen Wettbewerben

### Weltmeisterschaften
| - 1982 – nicht qualifiziert - 1986 – Vorrunde - 1990 – 13. Platz - 1994 – 16. Platz - 1998 – nicht qualifiziert | - 2002 – Zwischenrunde - 2006 – Achtelfinale - 2010 – Achtelfinale - 2014 – 17. Platz - 2019 – 27. Platz | - 2023 – 26. Platz |

### Olympische Spiele
| - 1980 – nicht qualifiziert - 1984 – nicht qualifiziert - 1988 – nicht qualifiziert - 1992 – 10. Platz - 1996 – 11. Platz | - 2000 – 12. Platz - 2004 – 12. Platz - 2008 – Vorrunde - 2012 – nicht qualifiziert - 2016 – nicht qualifiziert |

### Afrikameisterschaften
| - 1980 – 7. Platz - 1981 – 8. Platz - 1983 – Silbermedaille - 1985 – Silbermedaille - 1987 – Bronzemedaille - 1989 – Goldmedaille - 1992 – Goldmedaille - 1993 – Goldmedaille - 1995 – Goldmedaille - 1997 – Bronzemedaille - 1999 – Goldmedaille | - 2001 – Goldmedaille - 2003 – Goldmedaille - 2005 – Goldmedaille - 2007 – Goldmedaille - 2009 – Goldmedaille - 2011 – Silbermedaille - 2013 – Goldmedaille - 2015 – Silbermedaille - 2017 – 7. Platz - 2021 – 5. Platz |